# John Morrow Stewart
John Morrow Stewart (* 31. Oktober 1924 in Guilford County, North Carolina; † 29. Dezember 2011 in Denver, Colorado) war ein US-amerikanischer Biochemiker (Peptid-Chemie und Biologie, organische Synthese, Endokrinologie).
Stewart studierte am Davidson College mit Bachelor-Abschluss 1948 (danach war er dort 1948/49 Instructor) und an der University of Illinois mit Master-Abschluss 1950 und Promotion in organischer Chemie 1952. Anschließend war er Assistent an der Rockefeller University, wurde dort 1957 Assistant Professor und später Associate Professor. Ab 1968 war er Professor für Biochemie an der University of Colorado Denver (Medical School).
Er befasste sich mit Methoden der Peptidsynthese, Chemie und Pharmakologie von Peptidhormonen, Antimetaboliten, Aminosäuren und synthetischer organischer Chemie.
1991 erhielt er die Goldmedaille der Frey-Werle-Stiftung. 1995 erhielt er den Alan E. Pierce Award (jetzt R. Bruce Merrifield Award).

## Schriften
- mit Janis Dillaha Young: Solid Phase Peptide Synthesis, San Francisco: Freeman 1969